# Parement (menuiserie)
Le parement est la surface d'une pièce de bois désignée pour être la référence lors de l'usinage. La face est généralement retenue du fait de la qualité d'aspect car il s'agit du côté visible en fin de fabrication.

## Contre-parement
Le contre-parement est la face inverse au parement.